# Castillo de la Zuda
El castillo de la Zuda o simplemente castillo de Borja es una construcción fortificada situada sobre una base de roca arcillosa y yesífera localizada en la localidad de Borja, provincia de Zaragoza.

## Descripción
El Castillo de Borja se sitúa en las últimas estribaciones que emite la Muela de Borja hace el valle del río Huecha. Está compuesto de una plataforma de roca arcillosa y yesífera, que en la actualidad tiene 80 metros de largo por 7 de ancho, y una altura máxima aproximada de 15 metros. Es sobre esta base natural sobre la que se llevaron a cabo una serie de actuaciones humanas a través de los siglos para acondicionarla y transformarla en una fortificación destinada a fines de vigilancia y defensivos.

## Historia
Restos de cerámicas y algunos objetos muy similares a los encontrados en la original ciudad de Bursau parecen indicar que la zona del Castillo fue aprovechada por los celtíberos, romanos y visigodos a lo largo de los años. Es a partir de la implantación islámica en Borja cuando comienza la delimitación de un recinto fortificado en piedra sillar, sobre el barrio de San Juan y calle de San Jaime. Se delimita así una ciudadela en la que se hace necesario un elemento de vigilancia y defensivo. Este hecho lleva al desarrollo de una fortificación en torno a la plataforma arcillosa y yesífera que coronaba la ciudadela original. Así pues, no podríamos hablar de un castillo como tal, sino más bien de un elemento fortificado de carácter defensivo.
Con el paso de Borja a manos aragonesas hacia 1120, la localidad pasa a conformar, junto a muchos otros castillos y torres, una trama militar diseñada de norte a sur, especialmente importante puesto que Borja queda en la frontera entre tres reinos cristianos: Aragón, Castilla y Navarra. Durante estos años, es de suponer que la fortificación tuviese una zona noble donde habitase el alcaide, albergue para tropas, cuadras, almacenes, talleres y una iglesia. De todo esto nada queda, tan sólo hay algunos elementos arquitectónicos diseminados por el cinto, y por otras partes de la ciudad.
A mediados del siglo XIV, durante la Guerra de los Dos Pedros, el Castillo sufrió importantes destrozos y reformas, debido al papel protagonista que la plaza de Borja, por su carácter fronterizo, tuvo en esta confrontación. A partir de esta guerra y hasta el siglo XVI, el castillo continuó su vida militar, aunque cada vez más integrado en la vida cotidiana de la población, puesto que la comunidad judía vivió en torno a esta fortificación en lo que actualmente se conoce como Cinto.
Con el paso de los años, el Castillo y los recintos amurallados, sirvieron de cantera para las construcciones en piedra realizadas en la localidad.

## Estado actual
La construcción actual consta de dos partes bien diferenciadas: 1.º) El peñón natural alargado de paredes verticales y 2.º) El bastión de piedras y argamasa adosado al frente, que le da su inconfundible fisonomía. Hay un túnel que comunica las dos caras de la roca por su parte baja, sin tener que dar todo el rodeo. En el extremo más alejado de la población existió, según unas fotografías del siglo pasado, un pequeño torreón cuadrado que protegería esta parte de menor altura, y de la cual se observan algunos restos. En el otro extremo, originalmente la roca estaba separada por una vaguada natural de los montes colindantes, pero fue cortada verticalmente para hacer más nítida la separación. A este lugar fueron adosados un refuerzo de cantos y argamasa con la técnica de encofrado que hoy en día todavía se puede observar. En este lugar se observa la mayor altura de la construcción.
En los últimos años se han venido realizando labores de protección para evitar la caída de elementos de la construcción a los edificios colindantes, para lo cual se ha cubierto de una red metálica que protege de dichos desprendimientos. El Castillo es iluminado por las noches, constituyendo un elemento que delimita la fisonomía borjana, visible a varios kilómetros de distancia.